# Heiner Grimm
Heiner Grimm (* 20. Mai 1913 in Wunsiedel, Oberfranken; † 3. September 1985 ebenda) war ein deutscher Kunstmaler.

## Leben
Grimm studierte sechs Semester an der staatlichen Fachschule Selb und danach an der Kunstakademie München bei Paul Klee.
Während er zwischen 1939 und 1945 seinen Wehrdienst als Propaganda-Zeichner an den Fronten in Polen, Frankreich und Russland ableistete, entstanden eindrucksvolle Porträts und Kriegszeichnungen. Grimm wurde in der Schlacht von Stalingrad verletzt und geriet 1945 in amerikanische Kriegsgefangenschaft.
Nach Kriegsende nahm Heiner Grimm seine künstlerische Tätigkeit wieder auf und war seit diesem Jahr Mitglied im Berufsverband Nürnberg-München.
Von 1950 bis 1953 hielt sich Grimm zu Studienzwecken in Schweden auf, wo ein Porträt des späteren Königs Carl XVI. Gustaf von Schweden im Kleinkindesalter entstand. Es folgten Ausstellungen in Stockholm und Karlskrona. Zwischen 1954 und 1959 unternahm Heiner Grimm Studienreisen nach Italien, Frankreich, Norwegen und in die Schweiz.
Von 1959 bis 1962 hielt Grimm sich zu Studienzwecken in den USA auf, wo er unter anderem in Palm Springs, Pasadena, Los Angeles, San Francisco und Death Valley ausstellte. 1960 entstand ein Porträt des Präsidenten Dwight D. Eisenhower und zwei Jahre später des Präsidenten John F. Kennedy. Außerdem wurden während der Zeit in den Vereinigten Staaten der spätere Präsident Richard Nixon und die Stummfilmlegende Harpo Marx (Marx Brothers) porträtiert. 
Im Jahr 1964 wurde Heiner Grimm als Mitglied des Internationalen Verbandes für Kunst und Literatur (F.I.A.L.) aufgenommen. Im darauffolgenden Jahr unternahm er eine Studienreise nach Ägypten, stellte in Würzburg, Montreux (Casino), Scottsdale (Arizona), Bad Brückenau, Hilden, Bad Kissingen und Bonn (Beethovenhalle) aus. 1976 besuchte Bundespräsident Walter Scheel den Kunstmaler in Wunsiedel. 1978 reiste Grimm nach Griechenland und bekam die Verdienstmedaille seiner Heimatstadt verliehen. 1980 erfolgten Studienreisen nach Indonesien und auf die Insel Bali, in den beiden folgenden Jahren nach England, Portugal, Madeira, Marokko, Spanien (Lanzarote, Grenada und Ibiza).
1984 reiste Heiner Grimm letztmals nach Brasilien und Westafrika. Nach seinem Tod verblieben zahlreiche Werke in öffentlichem und privatem Besitz.
Neben den oben genannten Werken entstanden Porträts von Königin Juliana der Niederlande, Beppo Brem, Carolin Reiber und anderen.